# Ferdinando Aschieri
Ferdinando Aschieri (Modena, 3 dicembre 1844 – Pavia, 15 aprile 1907) è stato un matematico italiano.

## Biografia
Allievo di Eugenio Beltrami, si laureò all'Università di Pisa nel 1867, città in cui nel 1869 ottenne l'abilitazione all'insegnamento alla Scuola Normale.
Nel 1870 fu nominato professore di Matematica al Liceo di Parma e nel 1874 si trasferì all'Istituto Tecnico di Pavia. All'Università degli Studi di Pavia a partire dal 1875 (inizialmente come incaricato, dal 1876 come straordinario e dal 1884 come ordinario) tenne vari corsi, principalmente di geometria descrittiva, proiettiva e superiore, tanto nella Facoltà di Scienze Matematiche, Fisiche e Naturali, quanto nella Scuola di Applicazione per ingegneri e nella Scuola Normale o Scuola di Magistero destinata alla formazione degli insegnanti.
Fu dal 1899 membro effettivo del Regio Istituto Lombardo di Scienze e Lettere.
La sua attività di ricerca fu dedicata principalmente alla geometria proiettiva e alla geometria non euclidea.

### Vita privata
Fu sposato con Giulia Galvani, il figlio Emilio Carlo fu architetto e professore di Disegno all'Università di Pavia.

## Opere
- Ferdinando Aschieri,  Geometria proiettiva e descrittiva, 1883
- Ferdinando Aschieri, Geometria proiettiva, 1886 PDF su University of Michigan Historical Math Collections
- Ferdinando Aschieri, Geometria analitica del piano, 1887 PDF su University of Michigan Historical Math Collections
- Ferdinando Aschieri, Geometria descrittiva, 1887 sapienza digital library[collegamento interrotto]
- Ferdinando Aschieri, Geometria analitica dello spazio, 1888 PDF su University of Michigan Historical Math Collections
- Ferdinando Aschieri, Geometria projettiva del piano e della stella, 1895 sapienza digital library[collegamento interrotto]
- Ferdinando Aschieri, Lezioni di geometria descrittiva, 1896